# John Hore (ingénieur)
Pour les articles homonymes, voir John Hore et Hore.
John Hore (1690-1762) est un ingénieur anglais spécialisé dans la navigation et connu pour l'ingénierie de la navigation de la rivière Kennet en 1718.

## Biographie
Né à Newbury, dans le Berkshire d’une lignée d’hommes de malteurs, il a travaillé aux côtés de son père. Quand son père a acquis une partie de la rivière Kennet, il a aussi investi. Avec John Rennie, il a conçu le canal Kennet et Avon pour réduire la longueur de la navigation à 29,8 km (18,5 miles) en construisant 18,5 km (11,5 miles) de canal. Les premiers travaux ont été achevés en 1723. Le 15 décembre 1727, la première barge est arrivée à Bath en provenance de Bristol, après que les 18,5 km de la rivière Avon entre les deux villes ont été canalisés. Ce travail, y compris les six écluses, est attribué à Hore. Il n'a reçu aucun paiement pour tout ce travail parce que, quand il a demandé le paiement du coût pour son entreprise en 1728, ses chiffres ont été rejetés parce qu'il n'avait pas tenu une comptabilité correcte.
En 1728, Hore a étudié le tracé du canal Stroudwater et a recommandé un canal de 8,25 miles (13,28 km), constitué de 12 écluses. Il en a estimé le coût de la construction à 20 000 £.
Le 13 juillet 1733, il a commencé à étudier la voie navigable Chelmer et Blackwater. Il a estimé qu'il en coûterait 9 355 £ pour rendre le fleuve navigable, mais a recommandé de dépenser 12 870 £ pour construire un canal.